# Amphixystis multipunctella
Amphixystis multipunctella är en fjärilsart som beskrevs av Legrand 1965. Amphixystis multipunctella ingår i släktet Amphixystis och familjen äkta malar.
Artens utbredningsområde är Seychellerna. Inga underarter finns listade i Catalogue of Life.